# Culinária da Oceania
As cozinhas da Oceania incluem aquelas encontradas na Austrália, Nova Zelândia e Nova Guiné, e também pratos de muitas outras ilhas ou grupos de ilhas em toda a Oceania .
Como a região da Oceania é formada por ilhas, os frutos do mar são uma parte importante da dieta, com vegetais como batata doce, batata doce, taro e inhame sendo o amido principal. O coco e seus derivados, como leite de coco, óleo de coco e açúcar de coco, são um ingrediente importante nos trópicos da Oceania.
Um dos estilos mais característicos de cozinhar em toda a Oceania é o forno de terra, um método que envolve colocar os alimentos em pedras quentes e enterrá-los na terra. A técnica teve origem na Papua Nova Guiné e foi posteriormente difundida por colonos austronésios.

## Austrália
Além do clima e da disponibilidade de produtos, a culinária australiana foi influenciada pelos gostos dos colonos da Austrália. O período colonial britânico estabeleceu uma forte base de interesse em receitas e métodos de estilo anglo - céltico. Influências posteriores desenvolveram-se a partir da imigração multicultural e incluíram as culinárias chinesa, japonesa, malaia, tailandesa e vietnamita. As influências da culinária mediterrânea da culinária grega, italiana e libanesa são fortes, também as influências da culinária francesa, indiana, espanhola e turca, alemã e africana . A culinária australiana regional geralmente usa vegetais cultivados localmente com base na disponibilidade sazonal, e a Austrália também tem grandes regiões de cultivo de frutas. A variedade de maçãs Granny Smith teve origem em Sydney, Austrália, em 1868. Nos estados do sul de Victoria e South Australia, em particular no Barossa Valley, os vinhos e a comida refletem as tradições e herança da região. O clima da Austrália torna os churrascos um lugar comum. São comuns as barracas de churrasco que vendem linguiça e cebola frita no pão branco com molho de tomate ou barbecue.

Australian foods and dishes
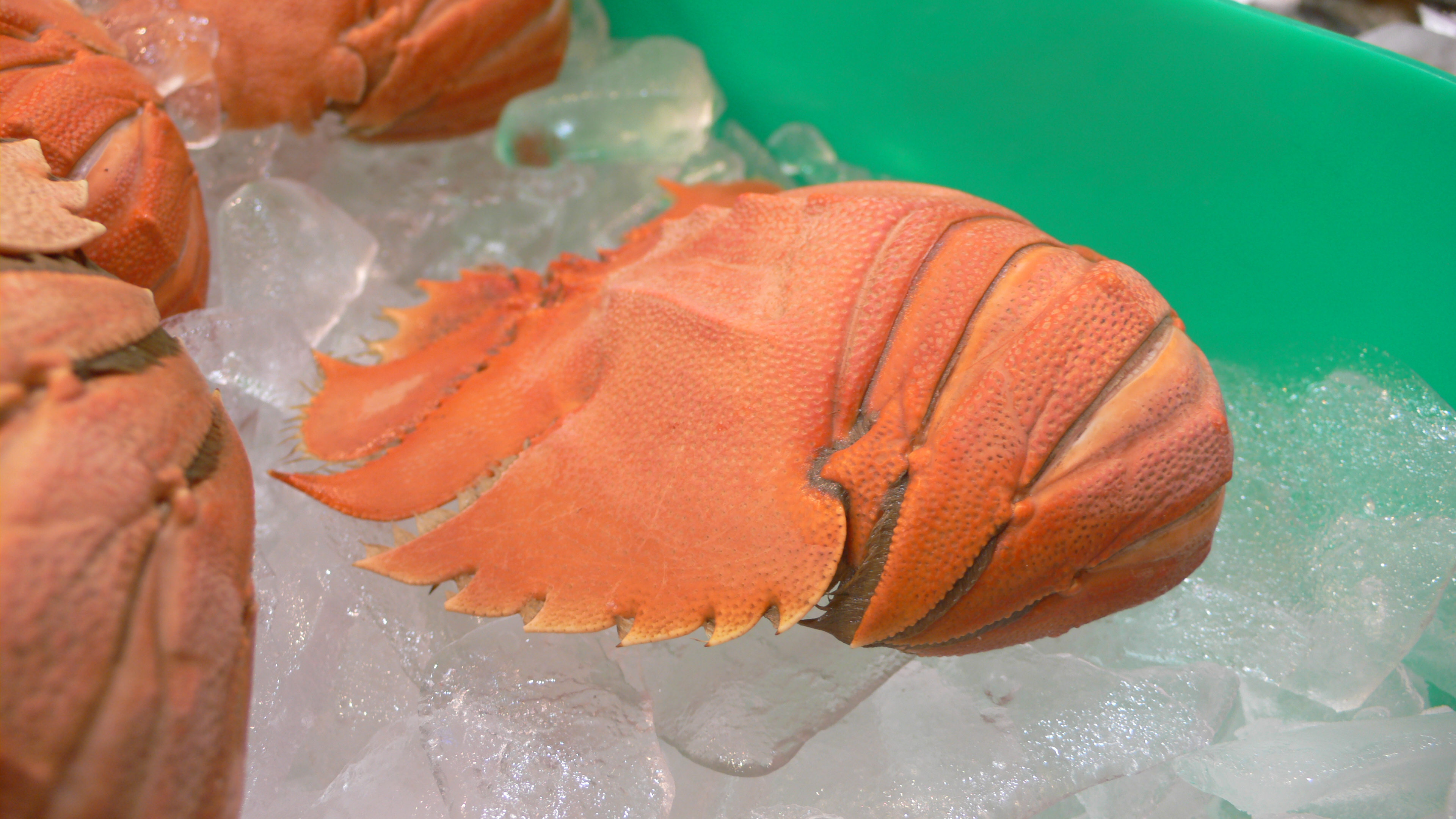
Um inseto cozido de Balmain. Também conhecida como lagosta borboleta, é uma espécie de lagosta que vive em águas rasas ao redor da Austrália.
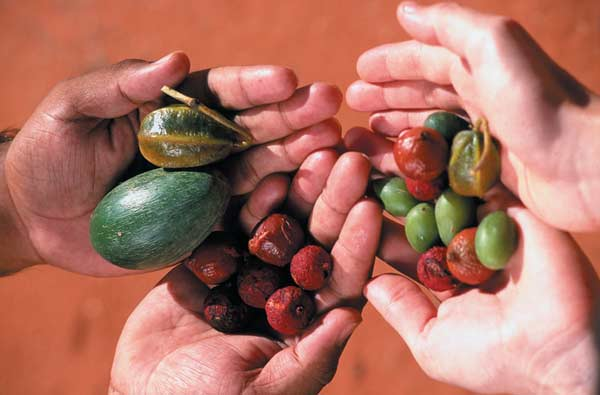
Colhido no Alice Springs Desert Park. Alimentos de Bush são espécies de plantas nativas comestíveis e produtos animais usados pelos indígenas australianos como comida tradicional ou contemporânea.
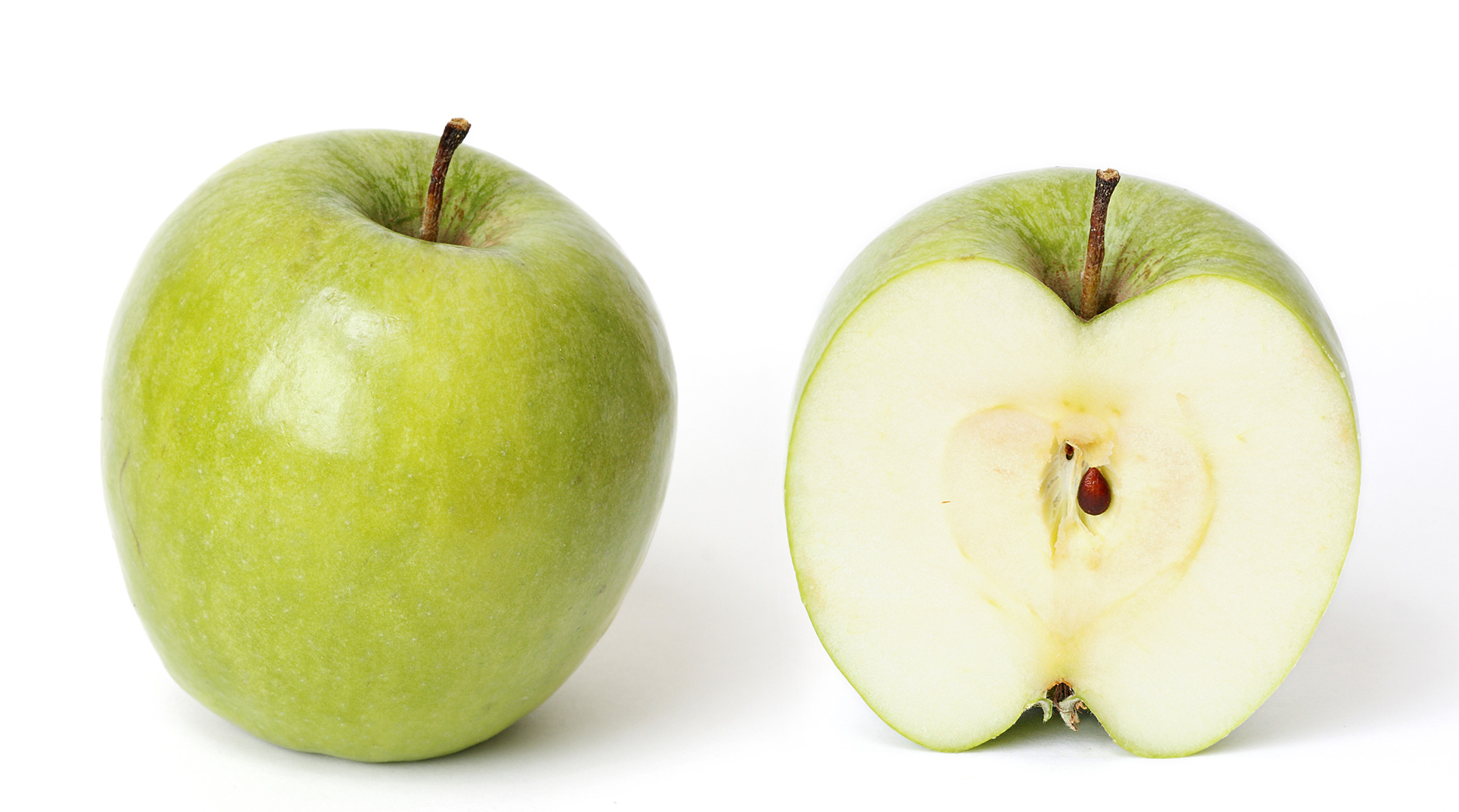
As maçãs Granny Smith são originárias da Austrália.
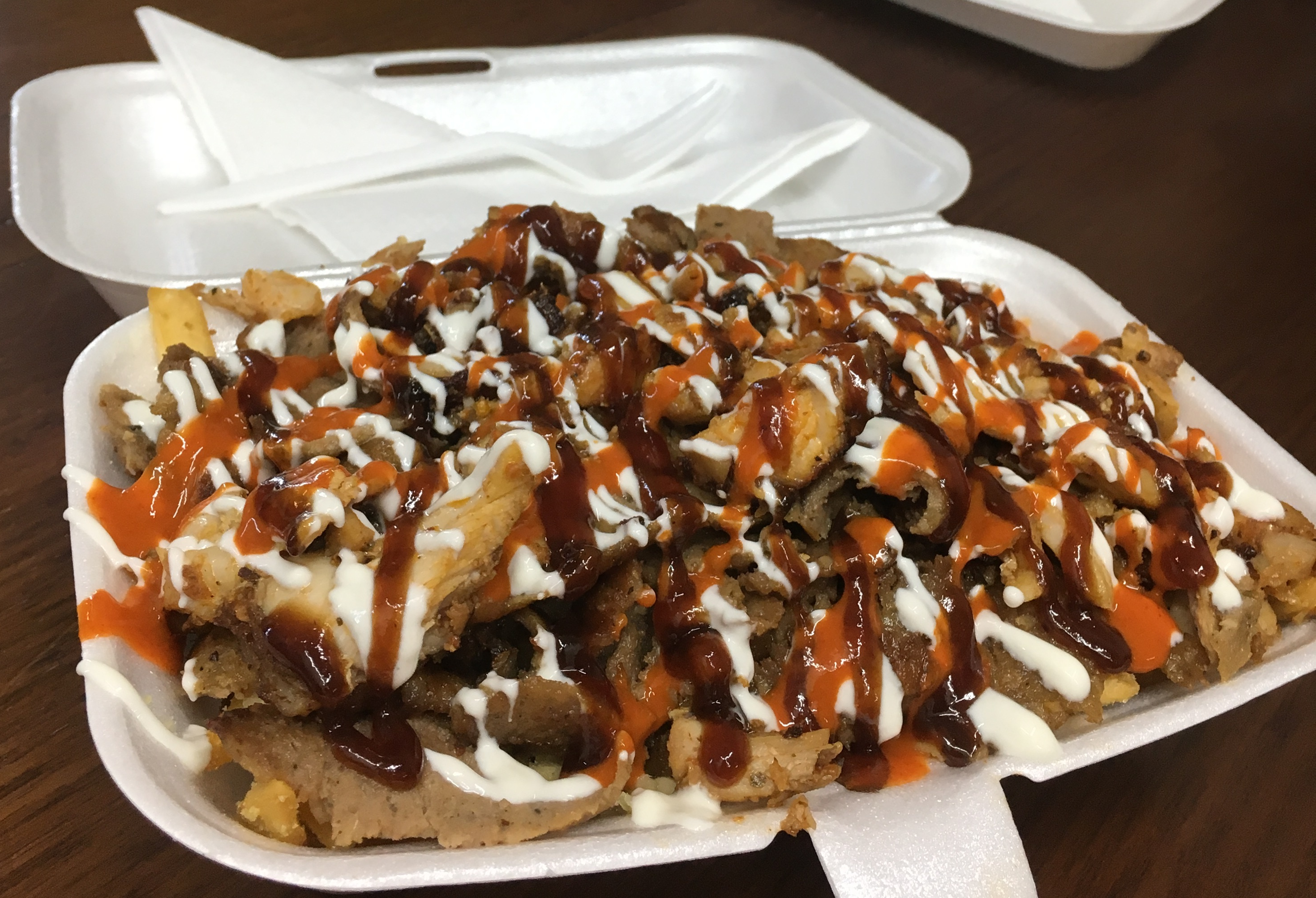
Snack Halal, um fast food australiano de carne doner kebab e batatas fritas com molhos.
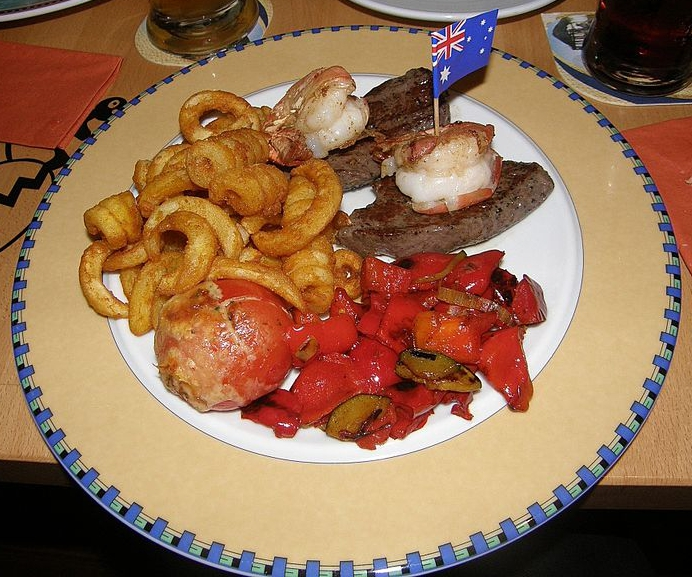
Um prato de um restaurante australiano.
Um prato de sobremesa de frutas em um restaurante australiano.

## Melanésia
- Culinária de Fiji
- Culinária da Nova Caledônia
- Culinária da Papua Nova Guiné
- Culinária das Ilhas Salomão
- Culinária de Vanuatu

Comidas e pratos da Melanésia
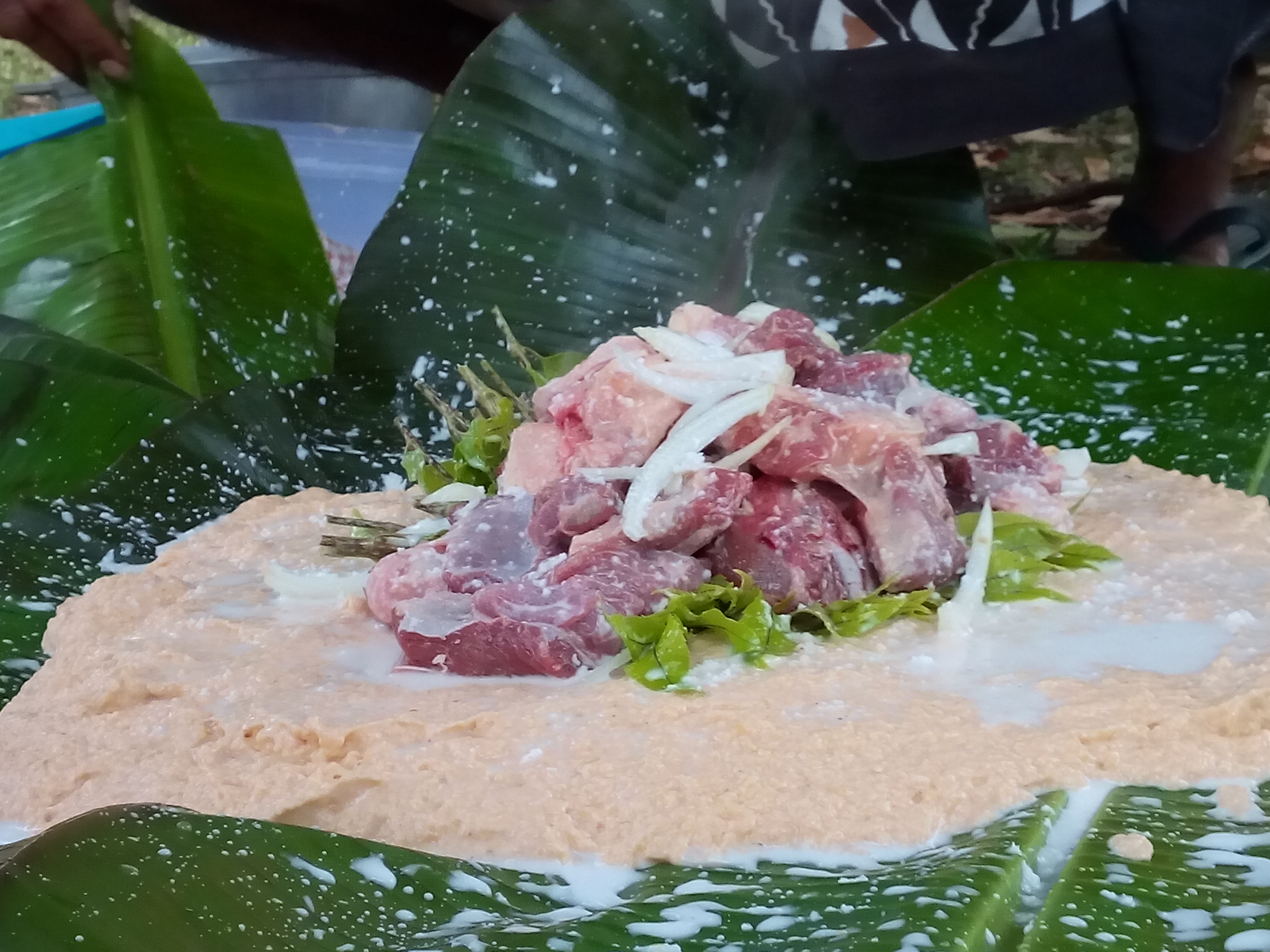
Laplap, um prato nacional de Vanuatu.

## Micronésia
- Culinária de Kiribati
- Culinária de Guam
- Culinária das Ilhas Marianas
- Culinária das Ilhas Marshall
- Culinária de Nauru
- Culinária de Palau

Comidas e pratos da Micronesia
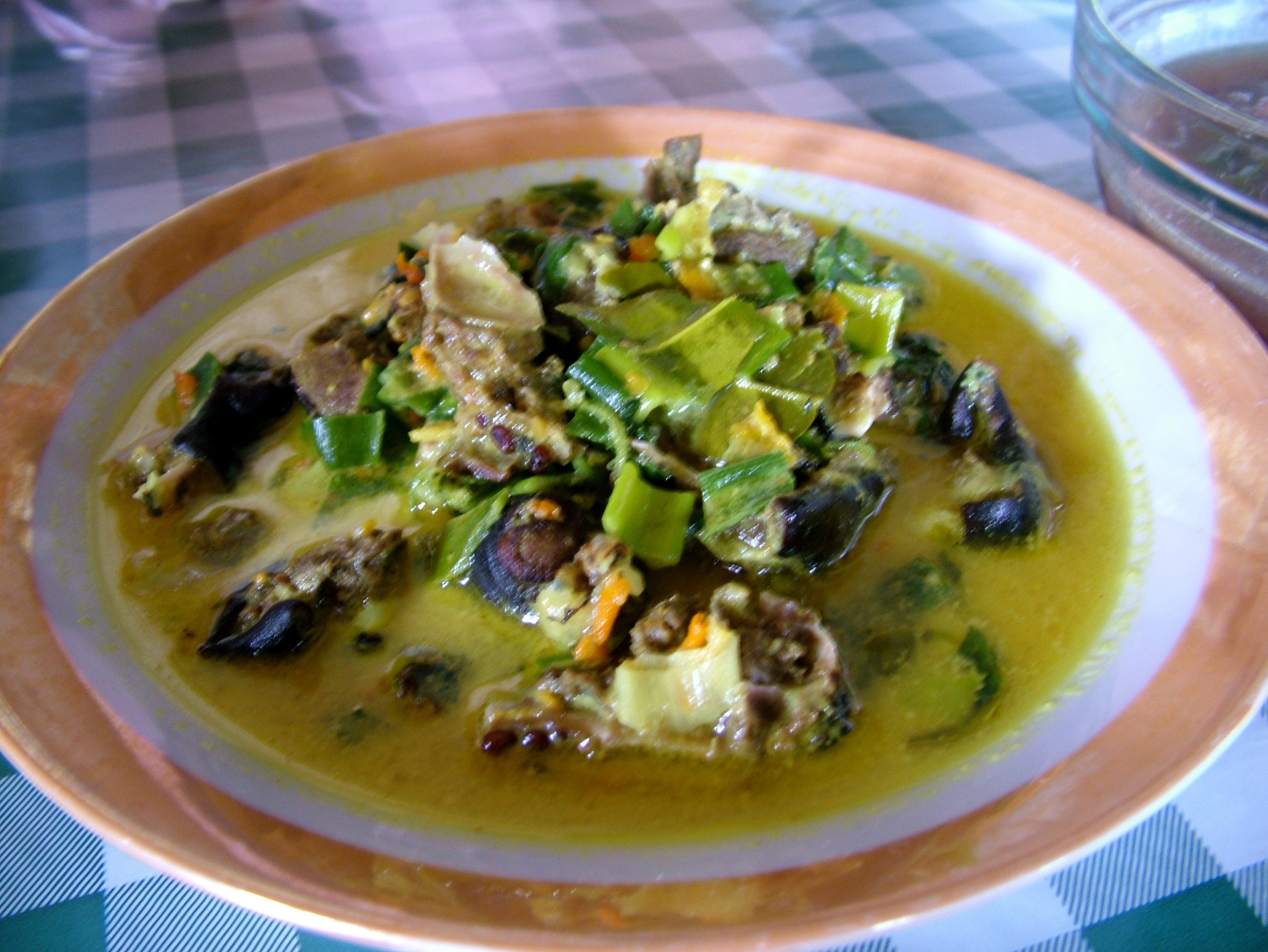
Paniki em uma sopa amarela.

## Polinésia
- Culinária da Samoa Americana
- Culinária das Ilhas Cook
- Culinária da Polinésia Francesa
- Culinária do Havaí
- Culinária da Nova Zelândia
- Culinária de Niue
- Culinária das Ilhas Pitcairn
- Culinária de Samoa
- Culinária de Tokelau
- Culinária de Tonga
- Culinária de Tuvalu
- Culinária de Wallis e Fortuna

Polynesian foods and dishes
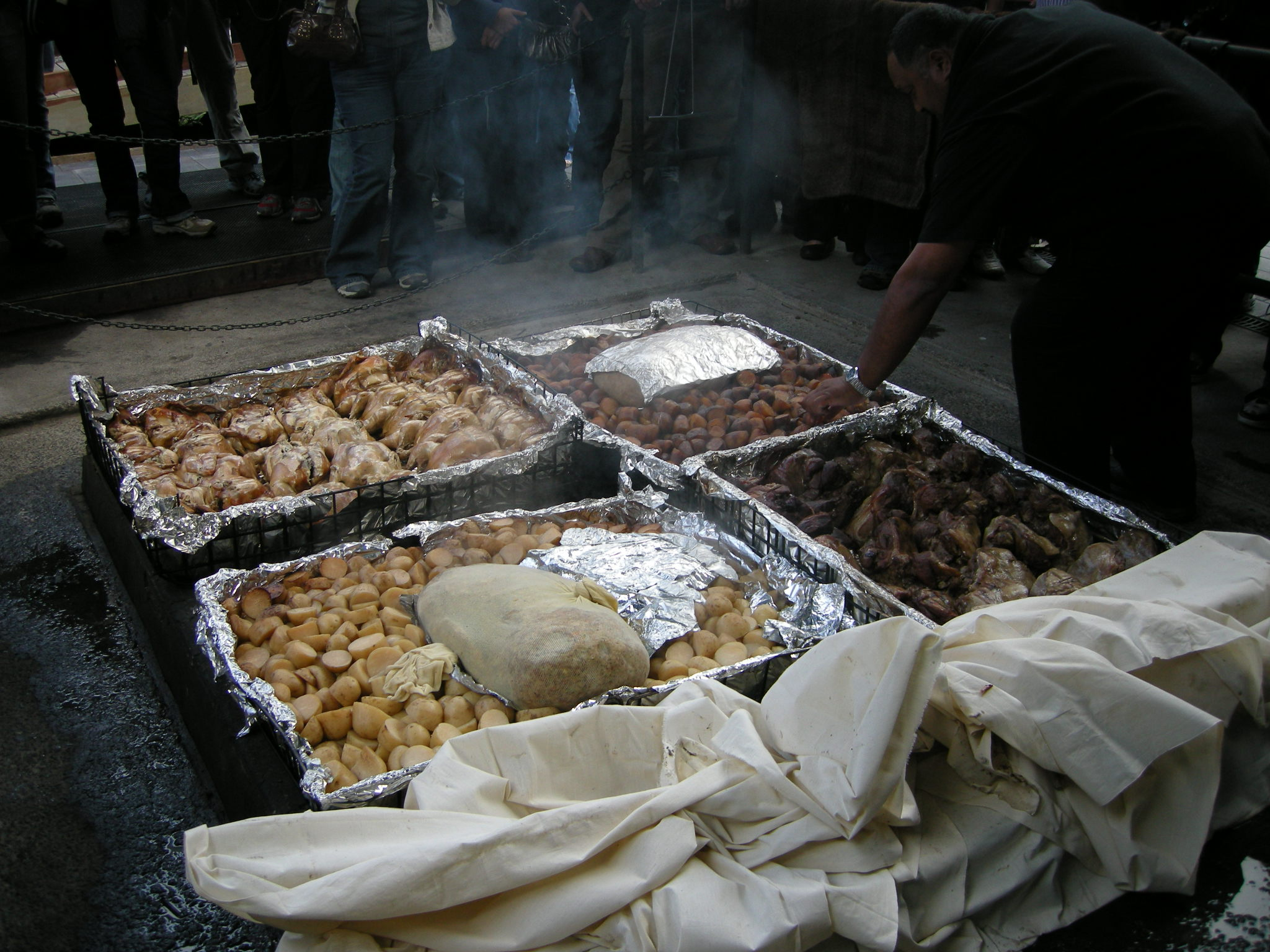
Um Hāngi sendo preparado, um método Māori da Nova Zelândia de cozinhar alimentos para ocasiões especiais usando pedras quentes enterradas em um forno de cova.
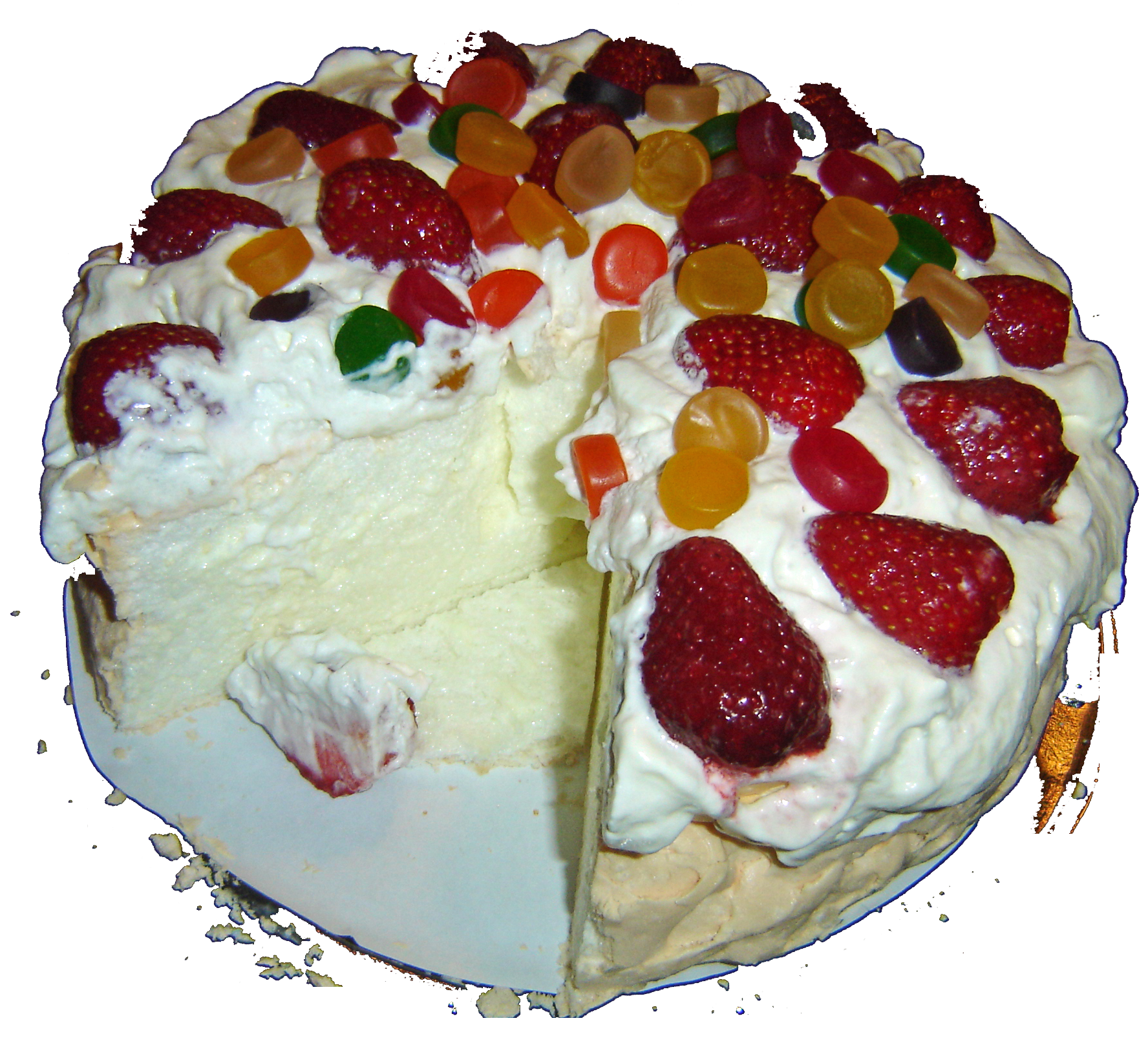
A Pavlova é uma sobremesa à base de merengue e um ícone da culinária australiana e neozelandesa.
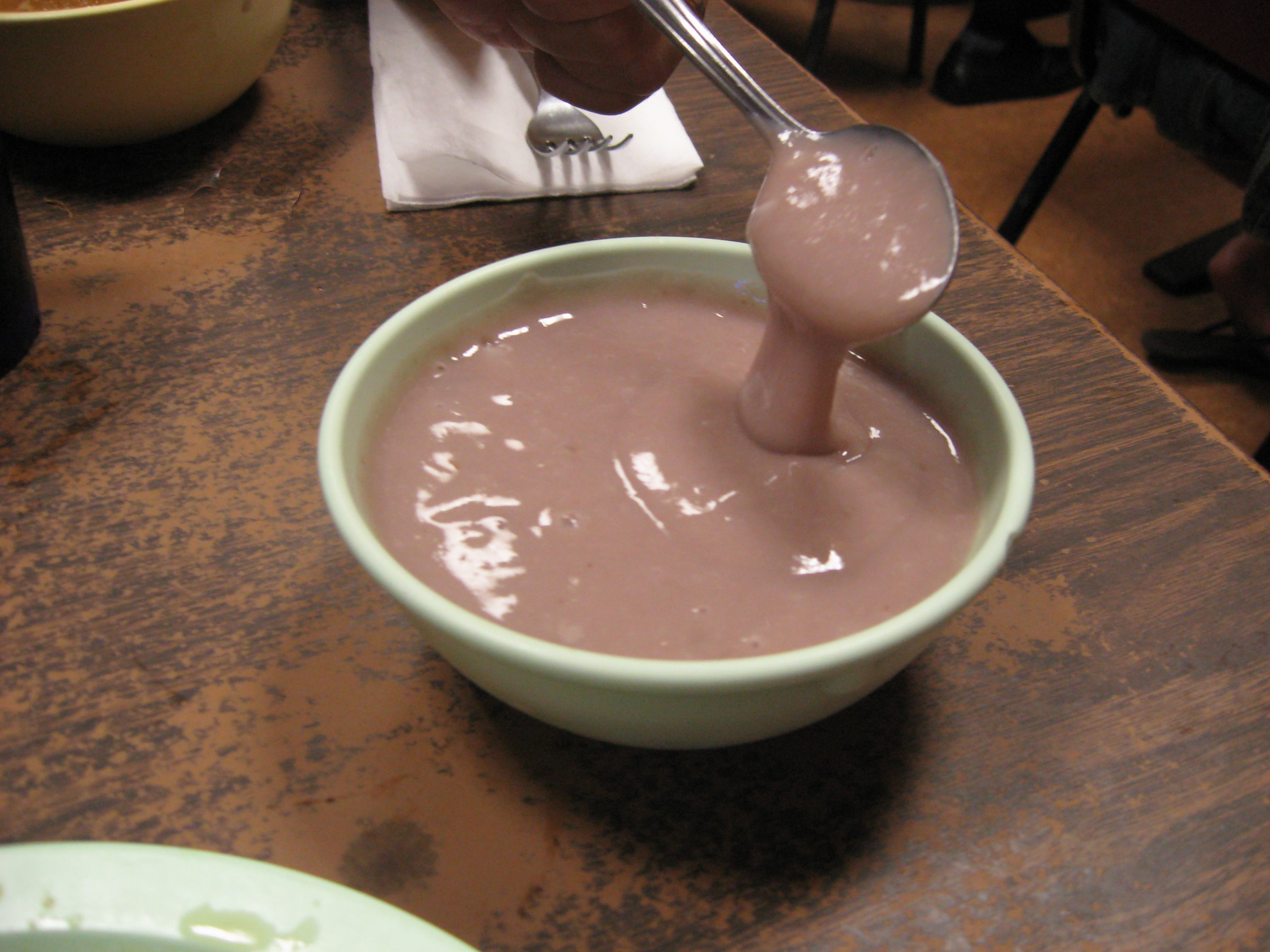
Uma tigela de Poi, uma pasta rica em amido consumida na Polinésia Oriental.
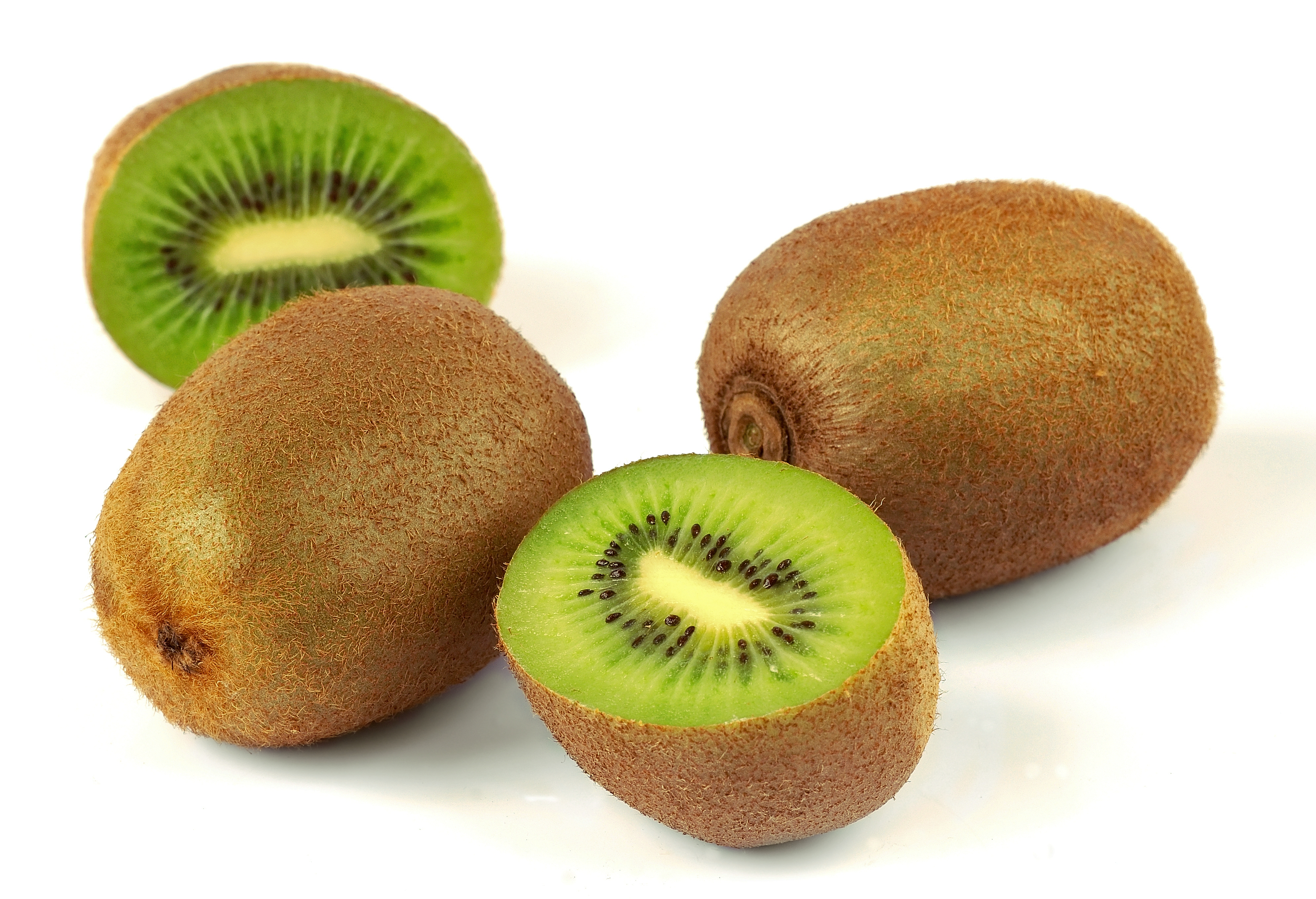
Kiwi, um alimento conhecido da Nova Zelândia.
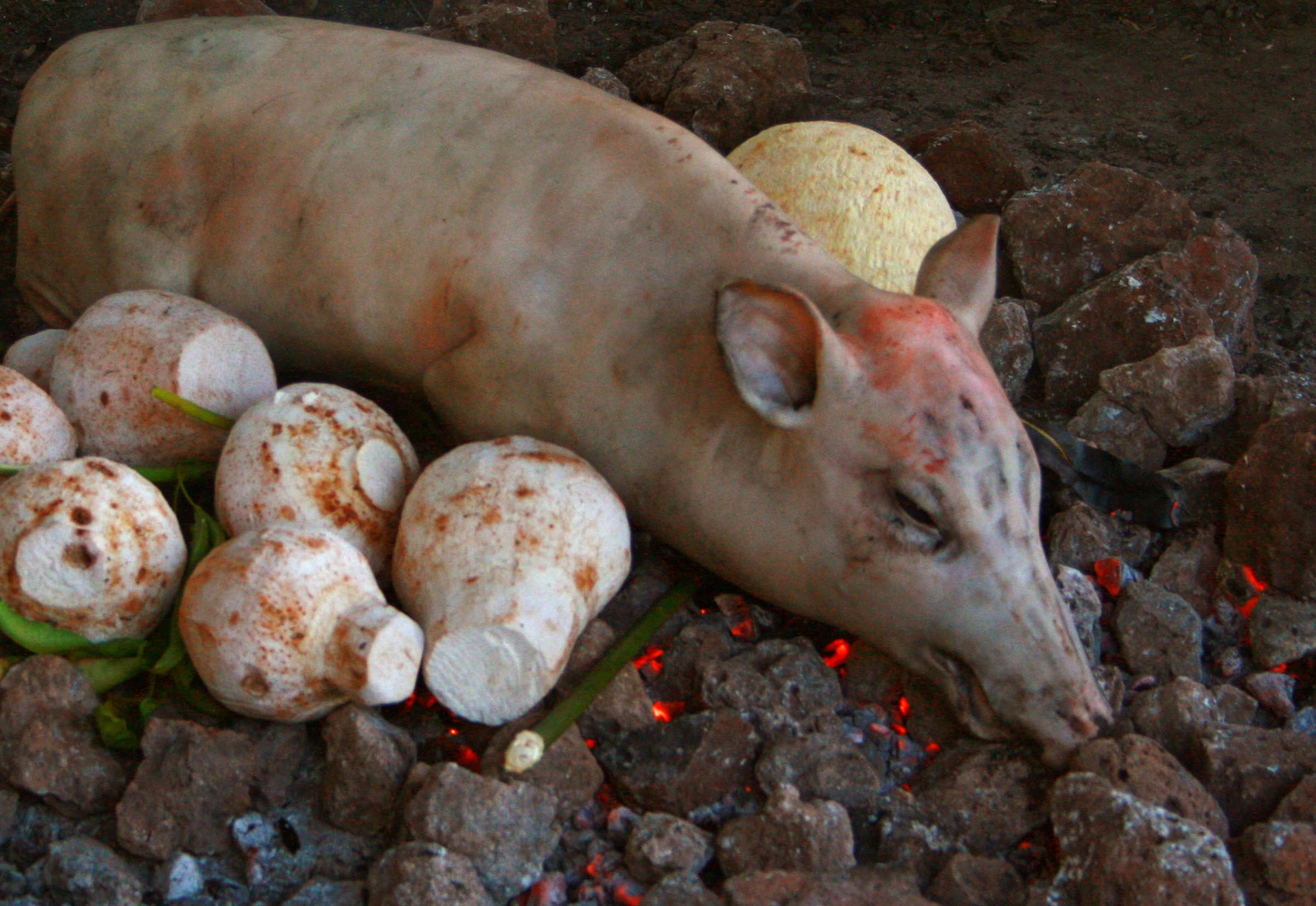
Samoan umu, um forno de pedras quentes acima do solo.